# Valdemoro
Valdemoro är en kommun i Spanien. Den ligger i den autonoma regionen Madrid, i den centrala delen av landet, 27 km söder om huvudstaden Madrid. Antalet invånare är 83 507 (2024).